# Viktor von Scheuchenstuel

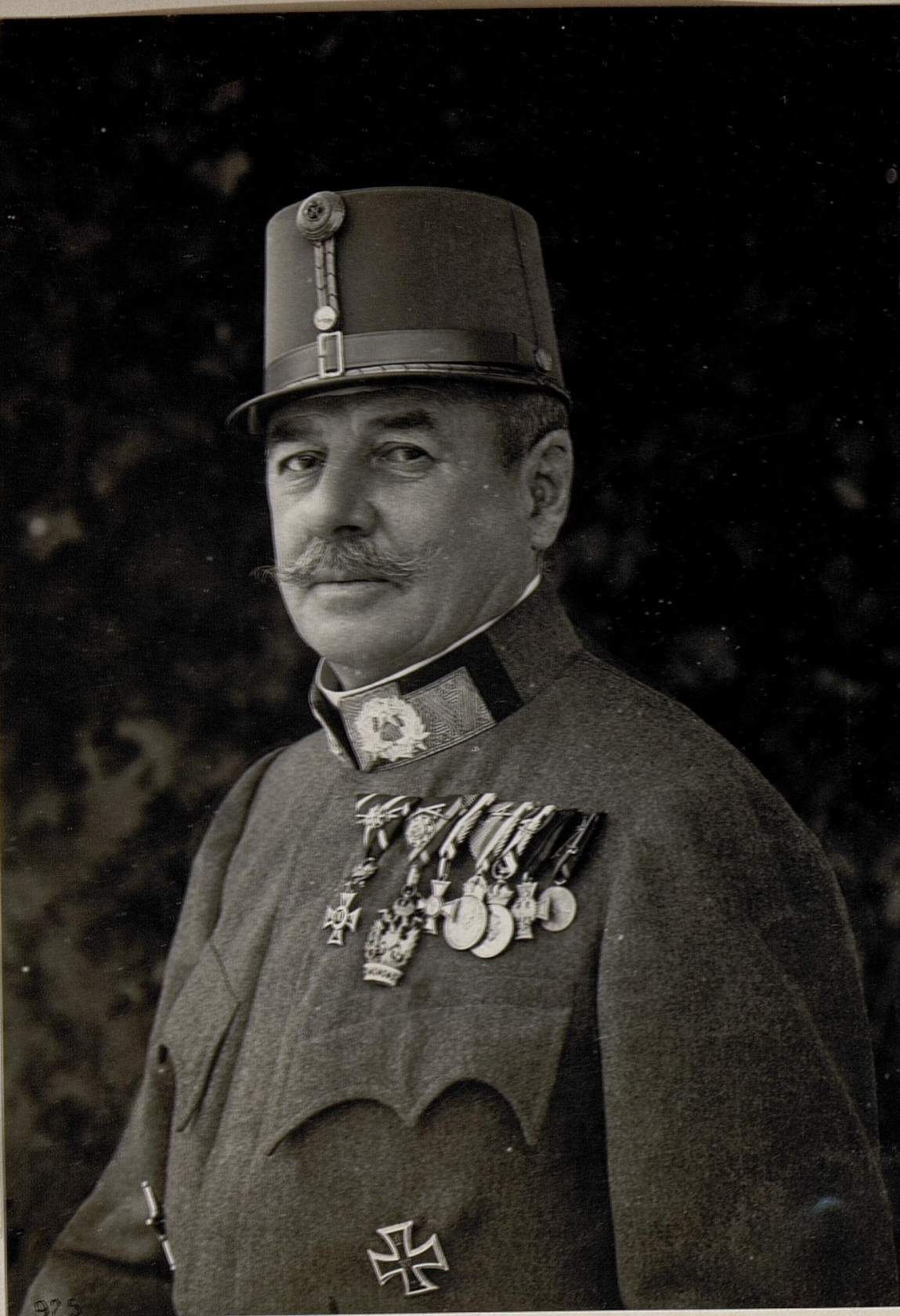
Viktor von Scheuchenstuel

Viktor Graf von Scheuchenstuel (* 10. Mai 1857 in Witkowitz, Mähren; † 17. April 1938 in Wien) war ein österreichischer Wirklicher Geheimer Rat, Offizier (Generaloberst) und Befehlshaber der 11. Armee im Ersten Weltkrieg.

## Herkunft und Familie
Er entstammte der von Hans Jakob Ritter von Scheuchenstuel (1667–1739) gestifteten älteren, nach Mähren gekommenen Linie der Familie Scheuchenstuel. Er war der älteste Sohn des Hüttenmeisters zu Wittkowitz, Viktor (* 28. Februar 1824), und dessen Gattin Mathilde Blatt. Das Paar hatte nach Viktor noch die Söhne Edwin (* 18. Mai 1859), k. u. k. Offizier, Artur (* 4. November 1861 in Mährisch-Ostrau), Ingenieur sowie die Töchter Ludmilla (* 1. Mai 1863) und Angela (* 17. Jänner 1875), Lehrerin.
Der Graf blieb unverheiratet. Sein Bruder Artur setzte das Geschlecht fort.

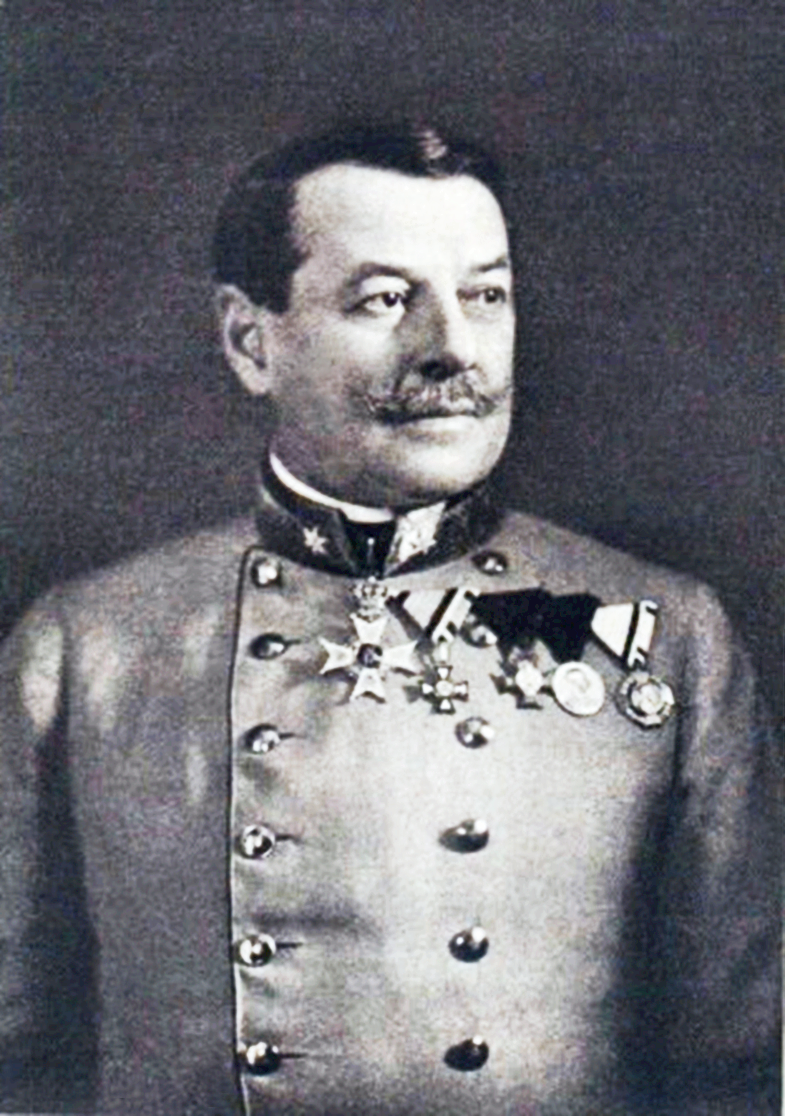
Viktor von Scheuchenstuel als Generalmajor um 1910

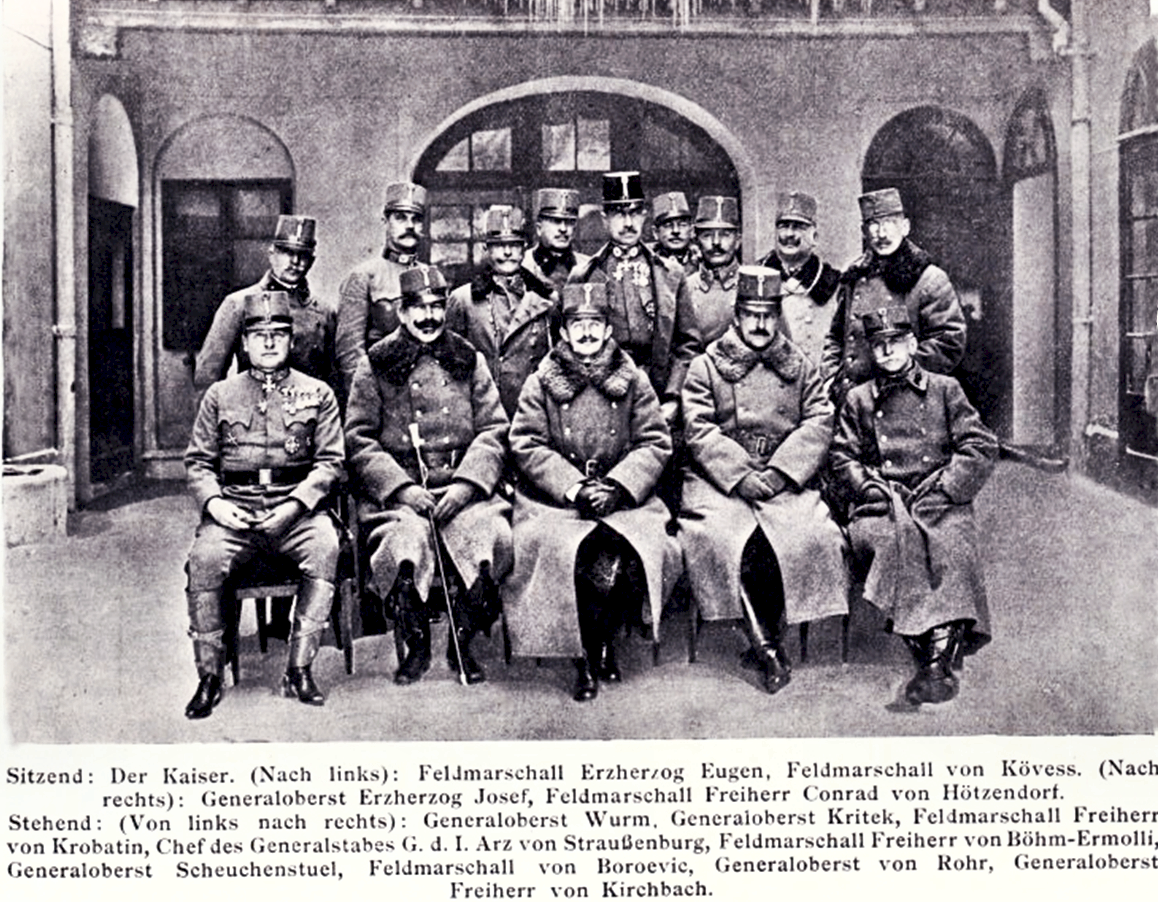
Der Kaiser und seine Heerführer

## Leben
Scheuchenstuel besuchte ab 1874 die Pionierkadettenschule in Hainburg an der Donau. Am 1. September 1878 wurde er dort als Leutnant zum 3. Pionierregiment ausgemustert. 1884–1886 absolvierte er als Oberleutnant die Kriegsschule in Wien und wurde anschließend dem Generalstab zugeteilt, wo er 10 Jahre lang diente, dabei am 1. November 1905 zum Major aufstieg. Danach war er vier Jahre im Truppendienst (1. Mai 1897 Oberstleutnant) im 33. Infanterieregiment. Am 1. Mai 1901 wurde er Oberst und Kommandant des 50. Infanterieregiments (13. März 1903).
Mit Rang vom 1. November 1907 Generalmajor, als Kommandant der 69. Infanteriebrigade, übernahm er 1909 die 8. Gebirgsbrigade, danach 1910 die 10. Infanterie-Truppendivision, 1912 die 9. Infanterie-Truppendivision. Zwischenzeitlich hatte er den Rang eines Feldmarschallleutnants mit Rang vom 1. November 1911 erlangt.
Mit Ausbruch des Krieges übernahm er am 13. September 1914 das Kommando des VIII. Korps in Prag, das in Serbien kämpfte – hierbei machte er sich besonders um die allerdings nur kurzzeitige Einnahme Belgrads verdient. Später war er in Albanien und 1916 an der Alpenfront gegen Italien in der Schlacht von Asiago eingesetzt. Er wurde daraufhin zum Wirklichen Geheimen Rat ernannt.
Wegen der Brussilow-Offensive geriet der Vormarsch der Armee in Südtirol ins Stocken, und das VIII. Korps wurde an die Ostfront verlegt. Scheuchenstuel geriet in einen Konflikt mit dem Armee-Oberkommando. Das VIII. Korps wurde aufgelöst und Scheuchenstuel sollte zwangspensioniert werden. Daraufhin intervenierte Kaiser Franz Joseph I. zu seinen Gunsten und übertrug ihm zum 8. September 1916 das Kommando des 1. Korps in der 7. Armee Hermann Kövess von Kövesshazas an der neu eröffneten rumänischen Front.
Bereits im Frühjahr 1917 kehrte er an die italienische Front zurück.
Am 13. September 1917 wurde er durch Allerhöchste Entschließung Kaiser Karl I. in den Grafenstand (Diplom zu Wien am 3. Januar 1918) erhoben sowie zum Kommandanten über die 11. Armee ernannt. Nach der Schlacht von Karfreit wurde Graf Scheuchenstuel am 16. November 1917 zum Generaloberst befördert.

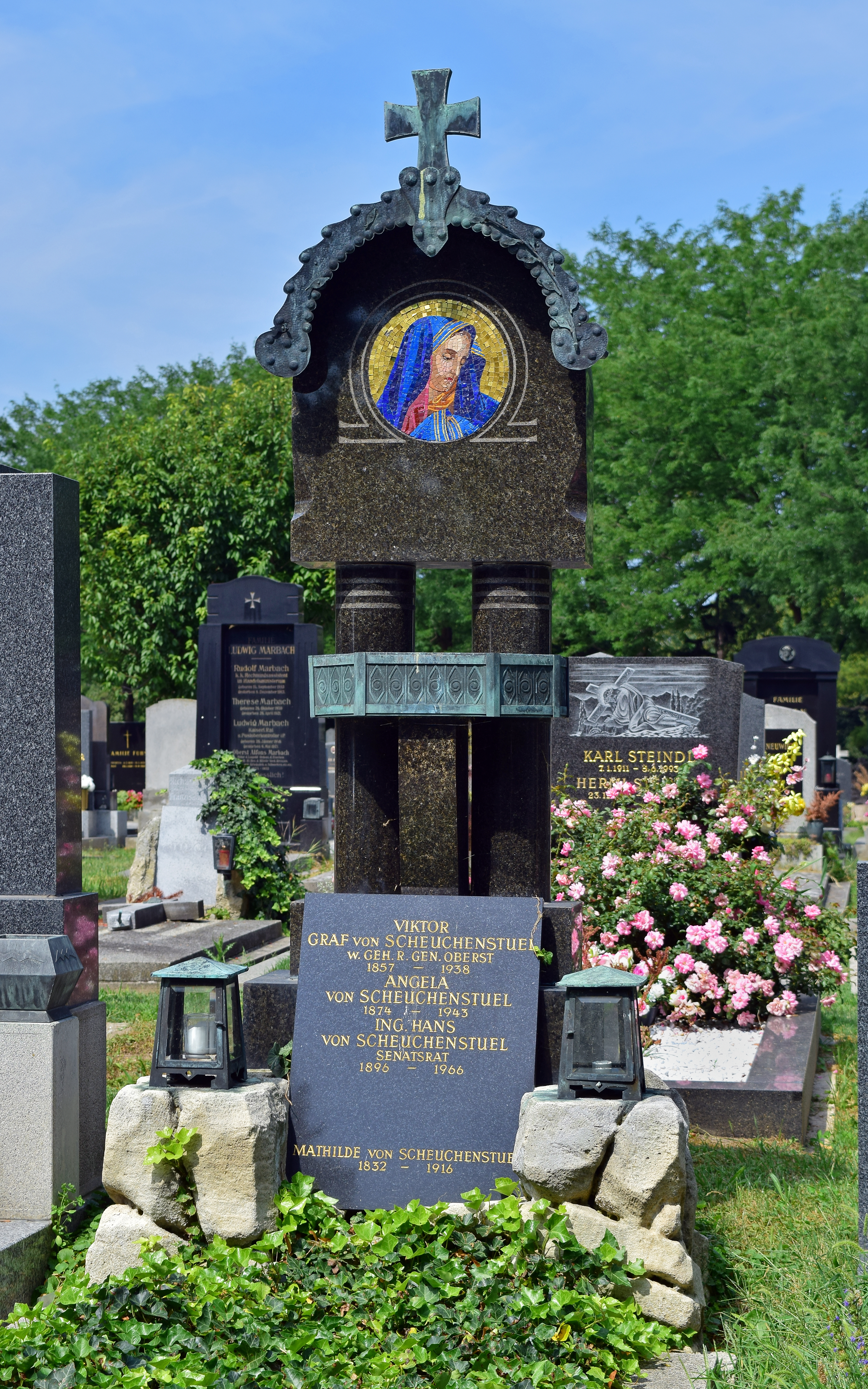
Ehrenhalber gewidmetes Grab auf dem Wiener Zentralfriedhof

Die Schlacht an der Piave war nicht von Erfolg gekrönt, weil der General mit seinen geschwächten Truppen nicht vorrücken konnte. Nach der letzten Schlacht von Vittorio Veneto zogen sie sich aus dem Trentino zurück.
Der Graf wurde zum 1. Januar 1919 pensioniert und zog nach Wien, wo er bis zu seinem Tod lebte. Scheuchenstuel war vielfach ausgezeichnet worden, unter anderem mit Orden der Eisernen Krone 1. Klasse mit KD. und Schwertern und dem Militärverdienstkreuz 1. Klasse mit KD. und Schwertern. In Anerkennung der siegreichen Führung seines Korps vor dem Feinde erhielt er taxfrei das Großkreuz des Österreichischen Leopold-Ordens. Nach seinem Tod wurde Scheuchenstuel in einem ehrenhalber gewidmeten Grab auf dem Wiener Zentralfriedhof (Gruppe 15 A, Reihe 1, Nr. 10) bestattet.